# Metleucauge yunohamensis
Metleucauge yunohamensis là một loài nhện trong họ Tetragnathidae.
Loài này thuộc chi Metleucauge. Metleucauge yunohamensis được miêu tả năm 1906 bởi Bösenberg & Strand.